# Polistes canadensis
Polistes canadensis är en getingart som först beskrevs av Carl von Linné 1758.  Polistes canadensis ingår i släktet pappersgetingar, och familjen getingar.

## Underarter
Arten delas in i följande underarter:
- P. c. borientalis
- P. c. trinitatis